# Проспери, Карло
Ка́рло Про́спери (итал. Carlo Prosperi; 1921—1990) — итальянский композитор и педагог.

## Жизнь и творчество
Музыкальное образование получил во Флорентийской консерватории имени Луиджи Керубини, где занимался у Родольфо Чичонези (валторна), Даллапикколы (обязательное фортепиано) и Фрацци (композиция). Окончил исполнительский факультет (по классу валторны) в 1940 году, композиторский — в 1949 (перерыв в занятиях музыкой был связан с прохождением военной службы: во время Второй мировой войны Проспери служил в Черногории). В 1950—58 работал на RAI в Турине и Риме в качестве ассистента составителя программ академической музыки. С 1958 года начал преподавать гармонию и контрапункт, с 1969 — композицию во Флорентийской консерватории (работал там до 1989 года). С 1969 года являлся членом Национальной академии имени Луиджи Керубини.
Был видным представителем итальянского музыкального авангарда 1950-х, когда им была выработана система свободной атональности со строго контролируемым многоколейным изложением серий, отличающаяся при этом как от ортодоксальной додекафонии, так и тем более от сериальной музыки. Был чужд радикальным экспериментам, происходившим в европейской музыке в те и последующие годы, особенно алеаторике и структурализму. Работы зрелого периода Проспери отличаются особым вниманием к тембру и звуковой материи, а также лиричностью и открытостью слушателю. Последние сочинения отмечены отзвуками неоклассицизма во всё большей аскетичности в использовании звука, фиксированных формах и обращении к музыке прошлого.
Во Флоренции в 2004 году был открыт архив композитора, который курирует Марио Руффини.

## Избранные сочинения
- Четыре инвенции (Quattro invenzioni), 1952—53, для кларнета, скрипки, альта и арфы
- Чары (Incanti), 1963, для сопрано, солирующих инструменталистов и оркестра, на стихи Поля Валери
- В ночь вторую (In nocte secunda), 1968, для гитары, клавесина и шести скрипок
- Созвездия (Costellazione), 1971, для клавесина
- Радужный концерт (Concerto dell'arcobaleno), 1972—73, для фортепиано, маримбы и струнных
- Песнь (Chant), 1975, для скрипки и фортепиано, посвящено памяти Луиджи Даллапикколы
- Токката (Toccata), 1975, для струнных
- Похвала глупости (Elogio della follia), 1978, балет в двух актах на текст Эразма Роттердамского и других авторов
- Песни тревоги и радости (Canti dell'ansia e della gioia), 1980—82, две серии, для сопрано, теноры и девяти инструменталистов, на стихи Карло Бетокки
- О Диотима (O Diotima), 1981, для сопрано, скрипки, альта и арфы, на стихи Фридриха Гёльдерлина
- Пять контрапунктов (Cinque contrapuncti), 1982, для трёх гитар, на основе материала «Искусства фуги» Баха